# 鴻沼資料館
鴻沼資料館（こうぬましりょうかん）は、埼玉県さいたま市桜区西堀四丁目にある資料館である。すぐ近くを流れる鴻沼川の歴史や新田開発について学ぶことができる。

## 概要
鴻沼用水の流域の農家で結成した2つの土地改良組合の連合である、「鴻沼排水関係二ヶ土地改良区組合連合」が、農地の減少により組合連合が解散することに伴い、地域の歴史と民俗を後世に残すために、1992年5月1日に開館した。その後、1995年4月1日に組合連合の清算法人より浦和市へ寄贈して一旦閉館したが、1995年7月1日から浦和市立郷土博物館（現、さいたま市立浦和博物館）の分館として再開館した。2001年5月1日、合併によるさいたま市の設置に伴い、浦和くらしの博物館民家園の分館となり、2011年4月1日からさいたま市立博物館の分館となったが、管理は引き続き浦和くらしの博物館民家園が行っている。所在地は、埼玉県さいたま市桜区西堀四丁目1番4号。

## 開館日・開館時間
- 休館は月曜（祝日・振替休日を除く）と祝日の翌日（土、日、祝日を除く）、年末年始、臨時休館日
- 入館料は無料

## アクセス
- 武蔵野線西浦和駅･埼京線中浦和駅下車、徒歩約12分。中浦和駅からは秋ヶ瀬緑道を歩くと着く。